# Myrmarachne topali
Myrmarachne topali este o specie de păianjeni din genul Myrmarachne, familia Salticidae, descrisă de Zabka, 1985. Conform Catalogue of Life specia Myrmarachne topali nu are subspecii cunoscute.